# Maria Anna Potocka
Maria Anna Potocka (née en 1950), née Maria Anna Socha, est une critique d'art et commissaire d'exposition polonaise, auteur d'ouvrages sur la philosophie de l'art.

## Biographie
Maria Potocka a fait des études de lettres à l'université Jagellonne de Cracovie.
Elle a fondé plusieurs galeries d'art à but non lucratif : la galerie Pl, première galerie privée de la Pologne communiste, fondée sur une collection privée de la famille Potocki (1972-1980), la galerie Pawilon (1974-1979), la galerie Foto-Video (1979-1981), la galerie Potocka (à partir de 1986). À partir de 1996, elle dirige le musée d'art moderne de Niepołomice. De 2002 à 2010 elle dirige la galerie Bunkier Sztuki (pl) avant de devenir en 2010 la première directrice du musée d'art contemporain de Cracovie (MOCAK),.
Maria Potocka est membre de l'association internationale d'artistes Internationales Künstler Gremium (de), de l'Association internationale des critiques d'art (AICA) et de l'Association internationale des conservateurs d'art contemporain (International Association of Curators of Contemporary Art, IKT).